# Shelob
Shelob is een fictief dier uit de boeken van J.R.R. Tolkien.
Zij is een Grote Spin die in de grotten van Cirith Ungol aan de grens van Mordor woonde. Haar hol droeg de naam Torech Ungol wat, vertaald uit het sindarijns, Hol van de Spin betekent. Zij was de laatste van de Grote Spinnen van Beleriand, wezens die tijdens de Eerste Era de bergpassen van de Ered Gorgoroth, de Angstbergen in Beleriand bewoonden. Bijna alle Grote Spinnen kwamen om aan het eind van de Eerste Era toen Beleriand tijdens de Oorlog van Gramschap door de zee werd overspoeld, maar Shelob overleefde deze ramp en ontsnapte. Ze trok langzaam naar het zuiden en kwam in de Schaduwbergen terecht.
Over Shelob werd gezegd dat ze een afstammeling of regelrecht kind van Ungoliant was. Ze was de enige bekende nakomeling van Ungoliant in de Derde Era. De Grote Spinnen uit het Demsterwold die Bilbo in De Hobbit tegenkomt, zouden van Shelob afstammen.
Gollem heeft tijdens zijn omzwervingen rond Mordor kennisgemaakt met Shelob en hij beloofde haar toen beter voedsel dan Orks te brengen. Wanneer Frodo Gollem de opdracht geeft om hem en zijn metgezel Sam naar Mordor te brengen, rijpt bij hem het plan om hen aan Shelob uit te leveren zodat hij zich weer meester van de Ring kan maken.
Shelob valt Frodo aan op het moment dat Frodo en Sam net denken uit haar grot te zijn ontsnapt. Zij verlamt Frodo en Sam denkt dat Frodo dood is. Sam wordt woedend en jaagt haar ten slotte ernstig verwond weg. Dat is het moment dat Sam de ring van Frodo overneemt en tijdelijk ringdrager wordt. Het is onduidelijk of Sams aanval Shelob uiteindelijk fataal geworden is. Feit is dat Shelob verder niet meer wordt genoemd.